# Nyanlung Gar
Nyanlung Gar (tib.: snyan lung sgar oder snyan lung dgon;chinesisch 年龙寺, Pinyin Niánlóng sì) ist ein Kloster im Gebiet von Nyanlung (sNyan lung) von Serthar (gSer rta) in Kardze (dKar mdzes). Das große „religiöse Zeltlager“ (chos sgar) wurde von dem Nyingma-Meister Namtrül Jigme Phüntshog (Nam sprul 'jigs med phun tshogs; 1944-2011) und seiner Gefährtin Khandro Tare Lhamo (mKha' 'gro Tāre lha mo; 1938-2002) gegründet.

### Video
- tudou.com (Film)

Koordinaten: 32° 35′ 0″ N, 100° 32′ 0″ O